# Rosela Pennantova
Rosela Pennantova (Platycercus elegans) je papoušek, který se přirozeně vyskytuje ve východní a jižní Austrálii. Na Nový Zéland a Norfolk byl přivezen. Běžně se vyskytuje v tamních lesích. Lidé jej mohou spatřit i na zahradách a poblíž lidského obydlí. Obecně se vyskytují hojně v prostředí zasaženém lidskou civilizací, jako jsou pole, parky, zahrady anebo golfová hřiště.

## Popis

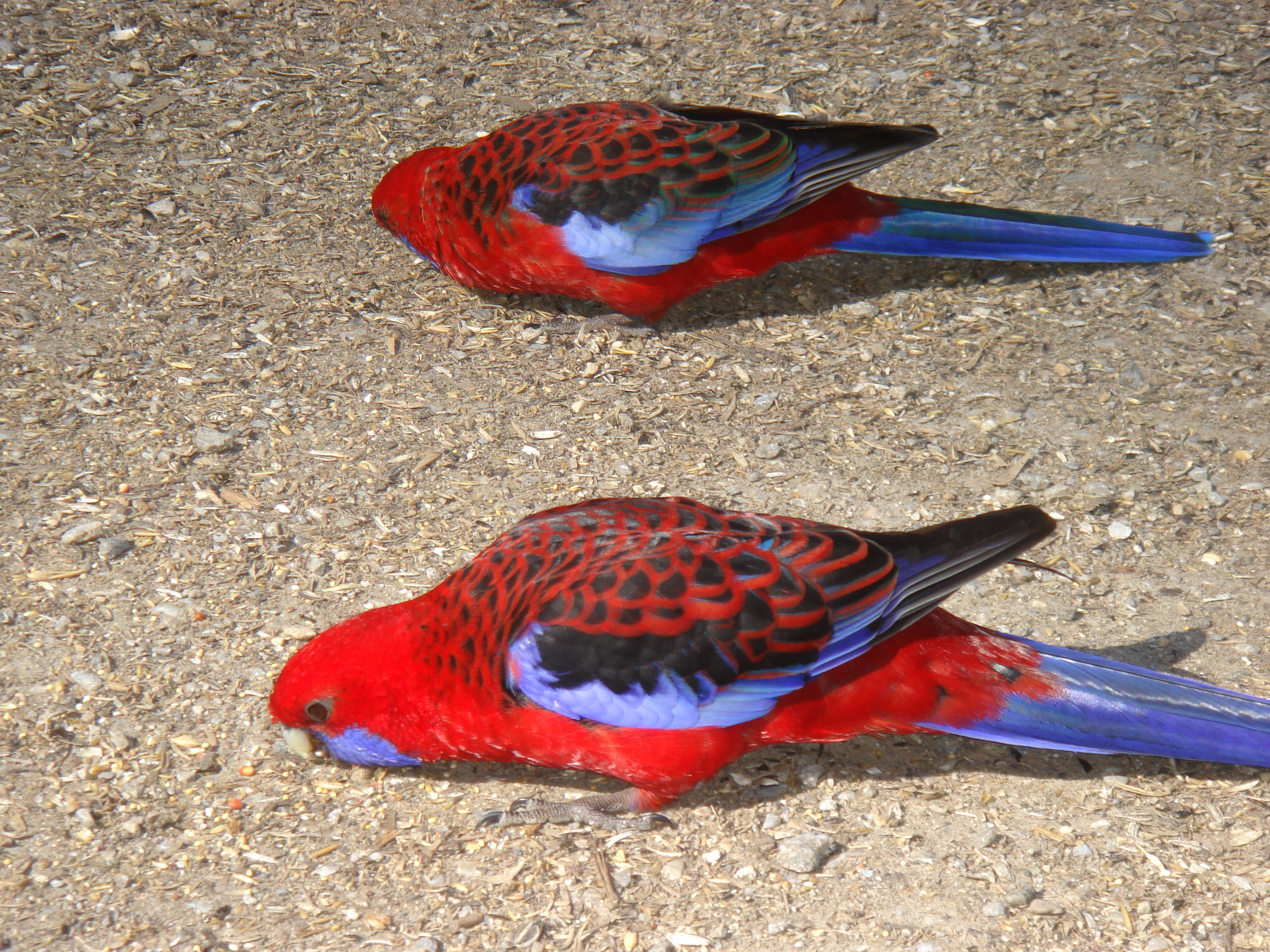
Rosela Pennantova v typickém zbarvení

Rosela Pennantova je středně velký papoušek, který měří zhruba 36 centimetrů (včetně ocasu). Má celkem pět poddruhů. Z toho tři vynikají červenou barvou.
Rosely nemají prakticky žádný pohlavní dimorfismus. Jediným udávaným rozdílem je velikost samců, kteří mohou být (ale nemusí) až o 15 % větší než samičky. Pohlaví lze také od sebe rozeznat jiným tvarem hlavy, protože samice ji mají kulatější. Chovatelé pro určování pohlaví nechávají analyzovat DNA z peří.
Rosely se živí semeny stromů, ovocem, lesními plody, oříšky, různými druhy listů květin a větvičky stromů. Ačkoliv mají v oblibě plody stromů či keřů, nejsou dobří v šíření jejich semen. Mají poměrně silný zobák a nedělá jim problém prakticky vše sníst či zničit, a to i když je semeno chráněno tvrdou skořápkou. Když se vyskytují v hejnech, zemědělci je zrovna nemají moc v oblibě, protože dovedou poničit úrodu. Problém je zvláště u obilovin. Rosely nepohrdnou ani hmyzem. Jsou, známe tím, že pojídají larvy, termity, brouky, stonožky i můry.

## Hnízdění
Hnízda staví vysoko v korunách stromů. Není neobvyklá výška i 30 metrů nad zemí. Vybírají si těžko přístupná místa. Konečné rozhodnutí má vždy samička. Hnízdo staví z okolního materiálu, který se vyskytuje většinou do vzdálenosti 1–2 metrů. Pár si dává pozor, aby poblíž nebyl jiný pár. Ovšem nejsou si navzájem nepřátelští. Dávají si pomocí zvuku vědět, jestli je bezpečno, či se blíží nějaký nepřítel. Rosely hnízdí od září do února. Záleží ale na aktuálním počasí a množství srážek. Vejce kladou většinou v říjnu. Jedna snůška činí 3–8 vajíček. Ta jsou bílá a velká 28×23 milimetrů. Než se mláďata vylíhnou, trvá to 16–28 dní. Na vajíčkách sedí pouze samička. Po vylíhnutí prvních 6 dnů krmí mladé samička, pak oba rodiče. Mláďata dospívají zhruba v únoru. Pak stráví s rodiči ještě několik týdnů, než hnízdo opustí. Připravení na rozmnožování jsou zhruba za 16 měsíců.

## Zvláštní zbarvení
U rosel občas dochází k zvláštní mutaci, kdy jsou jedinci jednobarevní. Zbarvení je čistě modré, žluté (spíše zlaté), bílé či mírně šedivé. Takoví jedinci jsou pak s oblibou vystavování na výstavách a cena u chovatelů je několikanásobná oproti jedincům s klasickým zbarvením.

## Chování rosel v zajetí
Rosely jsou poměrně oblíbené i v Česku. Je obtížnější naučit je mluvit. S oblibou ale napodobují různé zvuky alarmů, vrzání pantů anebo pískání. Zvládají i jiná domácí zvířata – například štěkání psa. Mají silný hlasový projev.
V zajetí si neustále potřebují o něco brousit zobák. Nejlepší jsou větvičky sladkých ovocných stromů. Ačkoliv si dovedou sami produkovat vitamín C, doporučuje se jim dávat jablko anebo pomeranče. Dospělý jedinec si v určitý okamžik sám začne zkracovat drápky. Jen výjimečně se stává, že by byl potřeba zásah člověka.

## Další obrázky

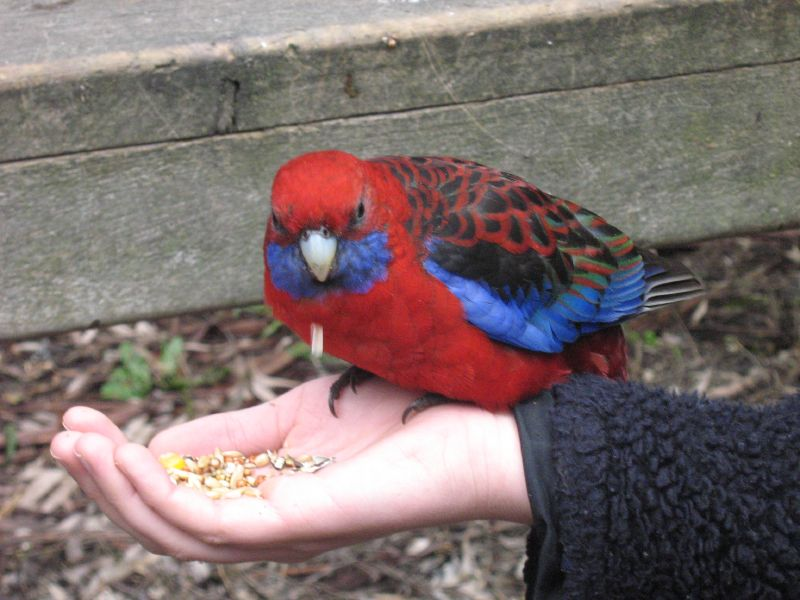
Rosely jsou turistickou atrakcí
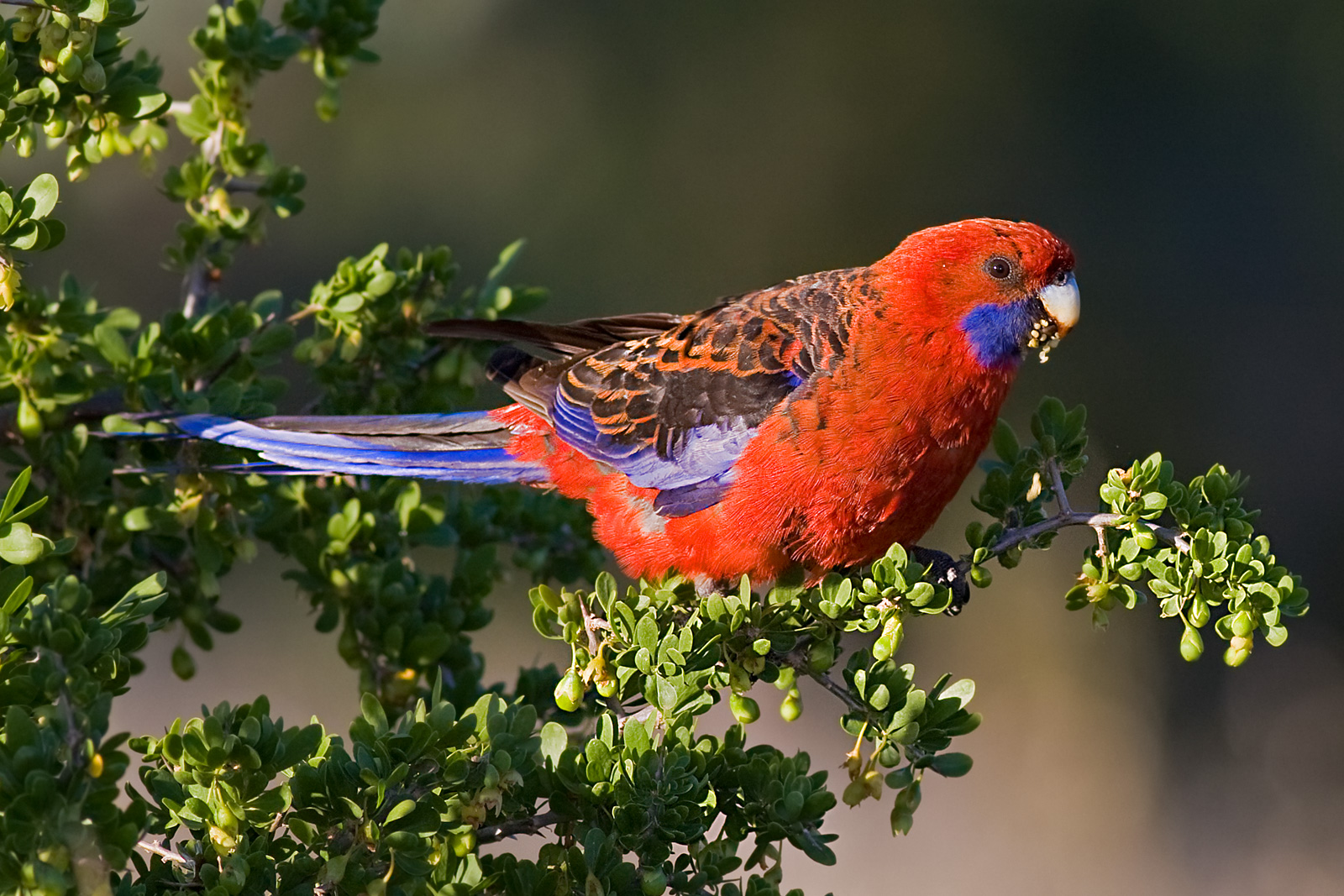
Rosela pochutnávající si na bobulích
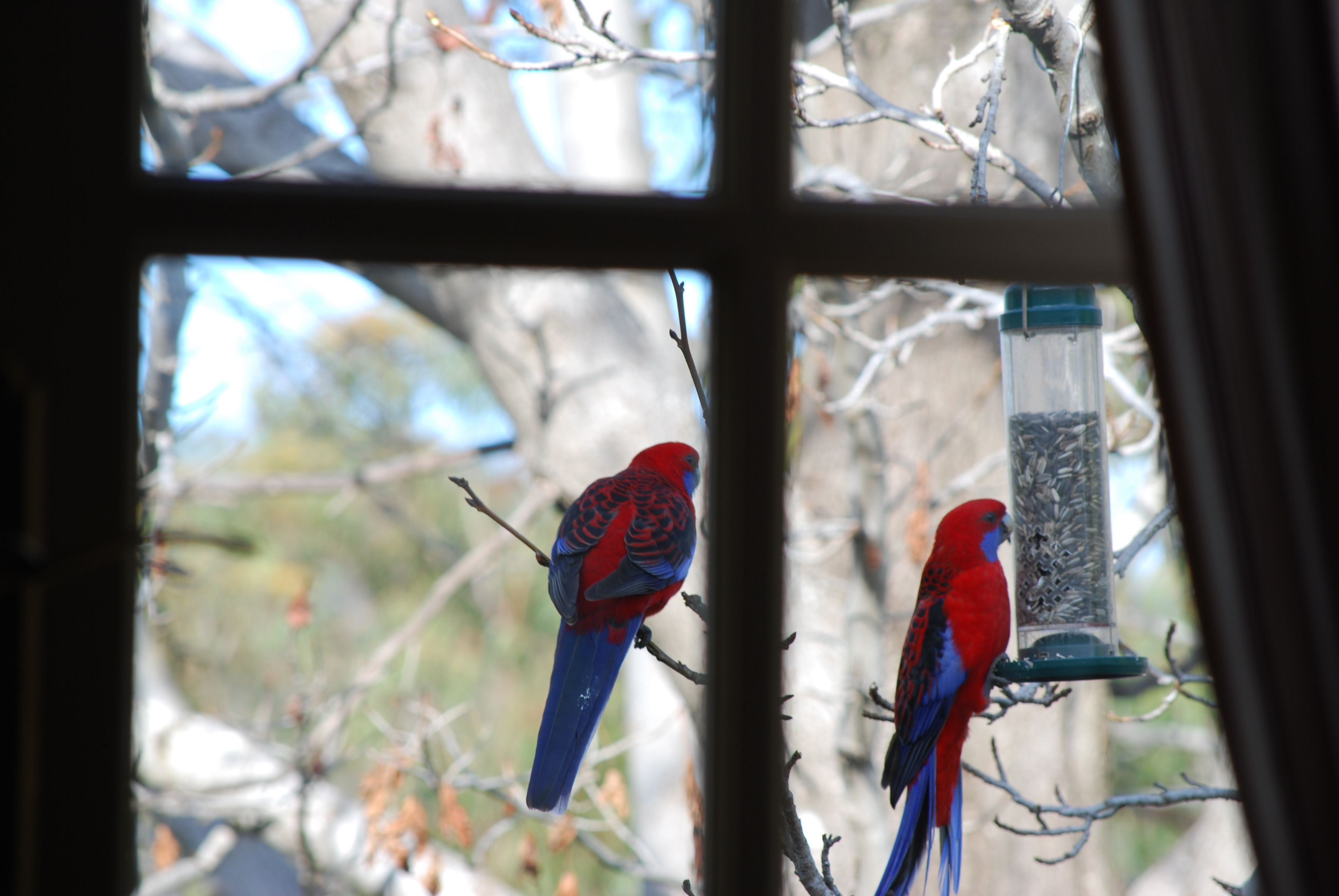
Rosely vyfocené přes okno v pohoří Modrých hor, Austrálie
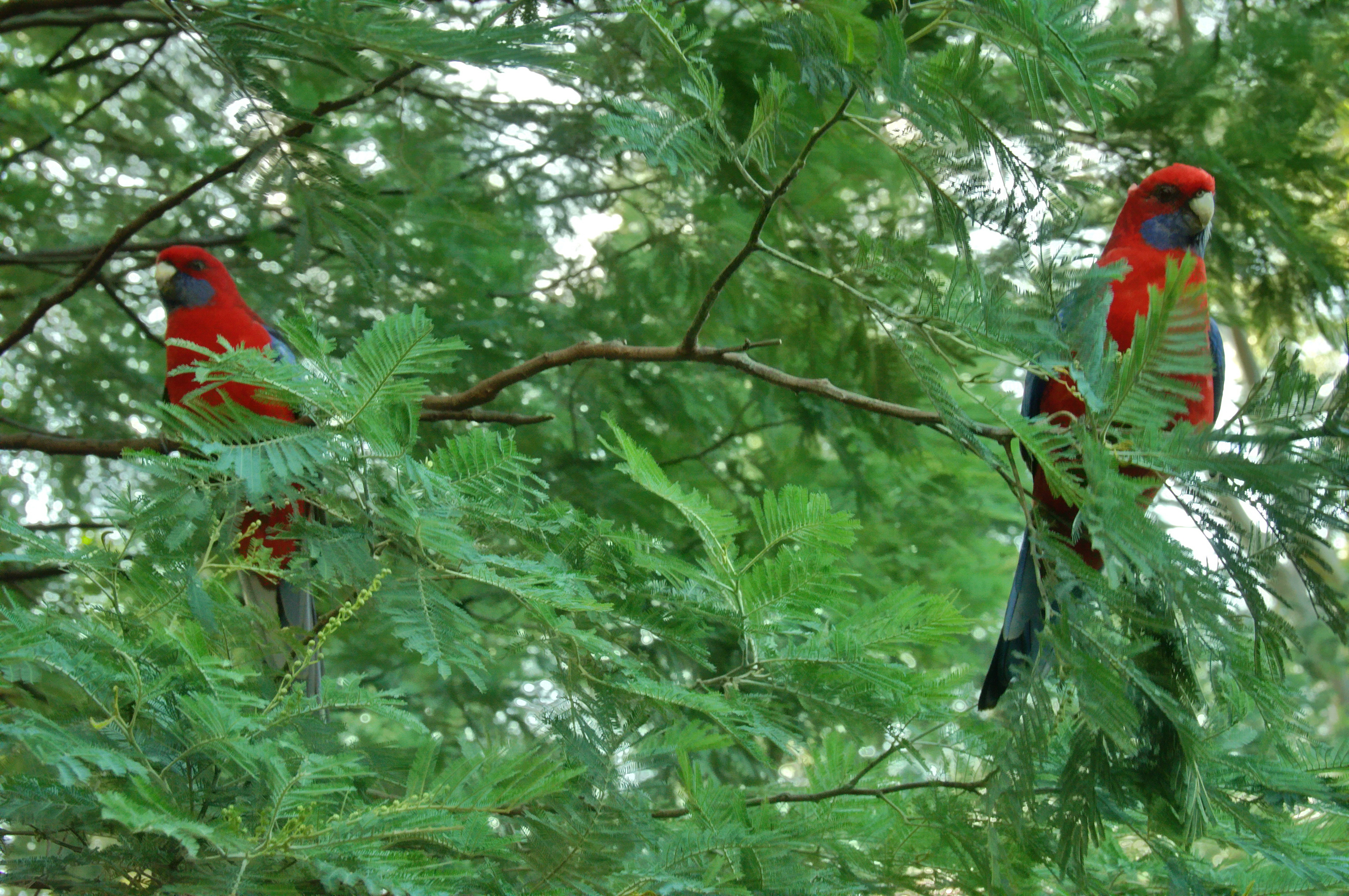
Pro nás je podobný pohled nepředstavitelný. V jižní a východní Austrálii běžný
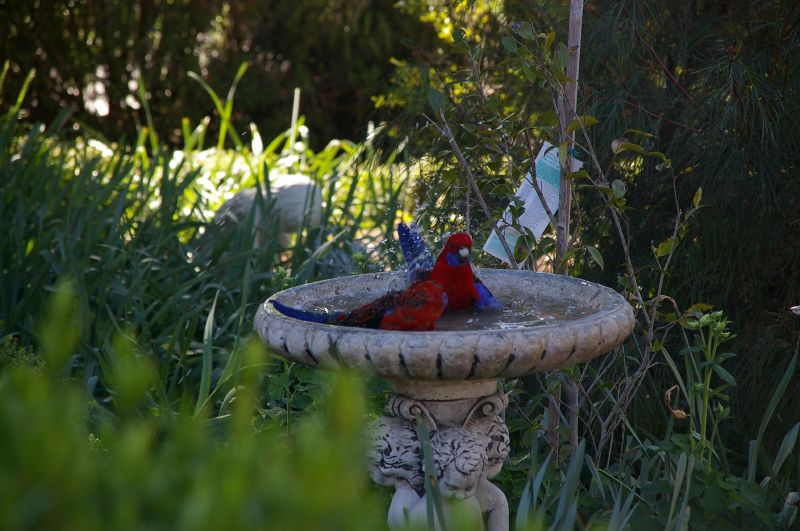
Koupající se rosely na zahradě v hlavním městě Austrálie – Canberra